# 황신영
황신영(1991년 7월 8일~)는 대한민국의 희극 배우이다.

## 학력
- 한국예술종합학교 무용원 무용창작과
- 국립국악고등학교 한국무용과

## 연기 활동

### 예능
- KBS2《개그콘서트》
  - 〈댄수다〉
  - 〈후궁뎐;꽃들의 전쟁〉
  - 〈끝사랑〉
  - 〈놈놈놈〉
  - 〈멘탈 甲〉
  - 〈10년 후〉
- SBS《스타킹》
- 시니어토크쇼 황금연못(2018년 3월 3일 인생톡 공감톡)
- KBS2《TV는 사랑을 싣고》

## 유행어
- 뭐~!!!(댄수다)

## 수상
- 2014년 제20회 대한민국 연예예술상 신인희극인상

1. ↑  아버지는 영상에서 자주 나오는 그분이다 요즘은 신영님이 춤을쳐도 별 반응이 없다.
2. ↑  직업은 웃음치료사
3. ↑  "세쌍둥이"다 원래 아준이가 첫째로 태어나야 했지만 아준이랑 아서랑 위치(?)가 바뀌면서 아서가 첫째 장녀로 태어났다고 한다.이름이 "아서"여서 그런지 주변에시 아들이냐는 말을 많이 듣는다고 한다.
4. ↑  신영님의 둘째이자 장남인 아준이는 신영님은 100프로 닮았다 키도 삼둥이중 제일 크다.
5. ↑  신영님의 막내이자 차녀인 아영이 원래 구독자분이 이름을 보내왔는데 첫째 "아서"는 "안아서" 차남은"아준"이는 "안아준" 막내는"아영"이는 "안아라" 이였으나 이름이 너무 거칠다고 생각해 이름은 바꾸었다고 한다 바꾼이름이 "안아영"이라고 했다.
6. ↑  Q&A에서 밝히길 삼둥이가 커서도 호칭이 언니 오빠 누나 아닌 이름 아서.아준.아영으로 부르게 할것이라고 밝혔다 왜냐면 삼둥이 모두 1초
간격으로 태어났기 때문이라고 한다. 그리고 삼둥이에게 언니 오빠 누나라는 관계는 알려주것이라고 한다고.